# Parawrightia
Parawrightia is een geslacht van neteldieren uit de  familie van de Bougainvilliidae.

## Soort
- Parawrightia robusta Warren, 1907